# Величкович, Любиша
Любиша Величкович (серб. Љубиша Величковић); (1 марта 1946 года, Црльенац — 1 июня 1999 года, Омольица) — югославский военный деятель, генерал-полковник, один из известнейших югославских пилотов. Погиб 1 июня 1999 года во время войны НАТО против Югославии.

## Биография
Любиша Величкович родился 1 марта 1946 года в селе Црльенац в общине Мало-Црниче. После окончания восьмилетней школы продолжил обучение в военной гимназии в Мостаре, которую завершил в 1963 году. Затем поступил в Академию авиации в Задаре, где получил лётную подготовку на нескольких типах самолётов. Окончил её в 1966 году. В конце 1960-х Любиша Величкович женился на Марьяне Яклич, в браке с которой родились две дочери — Ангелина и Рада.
После окончания Академии в Задаре Величкович поэтапно занимал должности пилота, инструктора, командира эскадрильи. Спустя несколько лет службы, он был принят в Командно-штабную академию ВВС и ПВО в Белграде. Будучи одним из лучших пилотов, он был отправлен в Советский Союз для подготовки на самолёте МиГ-21, тогда бывшем одним из самых современных истребителей. После возвращения из СССР он занял должность командира 127-й истребительной эскадрильи (1980—1981), а затем был заместителем командира полка в Батайнице Любы Байича. После ухода Байича на новую должность, Величкович в чине полковника принял командование полком.
Перед распадом Югославии Любиша Величкович вновь посетил Советский Союз, причём дважды. Один год он обучался на самолёте МиГ-29, а затем после краткого пребывания в Югославии, вновь отбыл в СССР, где два года учился в Военной академии Генерального Штаба. В Югославию Величкович вернулся, когда начались центробежные процессы в стране и её постепенный распад. В 1991—1992 гг. он командовал Третьим корпусом ВВС и ПВО в Нише, затем после его расформирования вернулся в Белград, где последовательно занимал высокие должности, а после ухода на пенсию генерала Божидара Стевановича Величкович был назначен командующим ВВС и ПВО Союзной Республики Югославии. На этом посту он был возведён в чин генерал-подполковника, а позднее в чин генерал-полковника. Также Величкович был заместителем министра обороны СРЮ. Во время нападения сил НАТО он выполнял функции Помощника начальник отделения ВВС и ПВО при Штабе верховного командования страны.
1 июня 1999 года, после бомбардировок Панчева авиацией НАТО, генерал Величкович прибыл на позиции ПВО близ города, у села Омольица. Во время нового удара неприятеля, он погиб от близкого разрыва ракеты. 3 июня того же года генерал-полковник Любиша Величкович был похоронен в родном селе.
Генерал Величкович во время службы был награждён Золотым пилотским знаком и званием Инструктора полетов.